# 청송 지씨
청송 지씨(靑松池氏)는 경상북도 청송군을 본관으로 하는 한국의 성씨이다. 시조 지효원이 본래의 성에서 지씨로 개성했다고 한다.

## 참고 자료
- “청송지씨(靑松池氏)”. 뿌리를 찾아서.[깨진 링크(과거 내용 찾기)]